# Alpha 66
Alpha 66 ist eine Ende 1961 von exilkubanischen Guerilla-Veteranen der Kubanischen Revolution gegründete paramilitärische Gruppierung mit Hauptquartier in Miami im US-Staat Florida, die den Sturz der kubanischen Regierung unter Fidel Castro und das Ende der Herrschaft der Kommunistischen Partei Kubas zum Ziel hat.

## Geschichte und Struktur
Von den sechs führenden Gründungsmitgliedern hatten vier wenige Jahre zuvor im Kampfverband Segundo Frente Nacional del Escambray (SFNE), jeweils den höchsten Rang eines Comandante (Major) bekleidet, als diese Truppe parallel zu Castros Bewegung des 26. Juli erfolgreich den Guerillakrieg gegen die Armee Fulgencio Batistas geführt hatte. Unter ihnen befanden sich der Gründer und Oberbefehlshaber der SFNE, Eloy Gutiérrez Menoyo, der zum militärischen Leiter von Alpha 66 bestimmt wurde, und Andrés Nazario Sargén, der bis zu seinem Tod 2004 der Gruppe als Generalsekretär vorstand. Mit der Kampferfahrung aus dem Krieg gegen Batista wollte Alpha 66 nun Castro stürzen, nachdem dieser wesentliche der vor dem Sieg der Revolution gemachten politischen Programmaussagen missachtet und die Macht seit 1959 ohne demokratische Kontrolle in seinen Händen konzentriert hatte. Die Gruppe vertrat von Beginn an eine dezidiert antikommunistische politische Haltung. Alpha 66 bildete sich, um den infolge des Scheiterns der Invasion in der Schweinebucht unter vielen Exilkubanern gesunkenen Kampfgeist gegen Castro neu zu beleben. Die Gruppe wurde von ihrem ersten Schatzmeister, Antonio Veciana, im September 1961 in Puerto Rico als Organisation formal registriert. Neben dem Hauptsitz in Florida hat Alpha 66 Niederlassungen in New Jersey und Kalifornien.
Derzeitiger Generalsekretär von Alpha 66 ist Ernesto Díaz Rodríguez, ein ehemaliger Gewerkschafter, der seit 1959 gegen Castro kämpft und 1991 als politischer Gefangener nach Verbüßung von 22 ½ Jahren einer kombinierten 40-jährigen Haftstrafe infolge einer vom französischen PEN-Club und dem damaligen Präsidenten Costa Ricas, Oscar Arias, angeführten Kampagne entlassen wurde.

## Aktivitäten
Die Aktivitäten der Gruppe hatten in unterschiedlichen Phasen ihres Bestehens unterschiedliche Schwerpunkte: 
- Zunächst ging es den Exilanten von Alpha 66 um die Unterstützung der auf Kuba verbliebenen Widerstandskämpfer, die im Herbst 1960 insbesondere im Escambray-Gebirge den Guerillakrieg gegen die Castro-Regierung begonnen hatten, ohne dass ihnen allerdings die Ausbreitung des Kampfes auf andere Gebiete gelungen wäre.
- Parallel dazu machte Alpha 66 ab Oktober 1962 durch mehrere punktuelle Sabotageakte sowie Anschläge auf wirtschaftliche Ziele in Form von Kommando-Attacken entlang der kubanischen Küste auf sich aufmerksam, wobei insbesondere Handelsschiffe angegriffen und beschädigt wurden.[1] Auf offizielle kubanische und sowjetische Proteste reagierte Präsident John F. Kennedy Ende März 1963 mit dem Befehl an die US-Behörden, zukünftige Angriffe von in den USA ansässigen Exilkubanern zu unterbinden,[5] was jedoch nur teilweise gelang. Gegen rund zwanzig bekannte Alpha-Mitglieder ordnete er eine Freizügigkeitsbeschränkung auf das County Miami-Dade an.[6]
- Außerdem verbreitete die Gruppe in Kuba Hörfunk-Botschaften über einen eigenen Kurzwellensender und sorgte auch in Kuba für größtmögliche Öffentlichkeit.[1]
- Das ehrgeizigste Projekt („Plan Omega“ ab 1964) war die Entsendung eigener Invasionstruppen nach Kuba zum Aufbau einer Guerillaarmee. Die entsprechenden Versuche scheiterten jedoch kläglich, beispielsweise im Januar 1965, als der damalige Militärchef der Gruppe, Gutiérrez Menoyo, gemeinsam mit drei Kampfgenossen rund vier Wochen nach ihrer Landung in der Nähe von Baracoa im äußersten Osten der Insel verhaftet wurde, ohne dass sich ihnen weitere aufstandswillige Kämpfer angeschlossen hätten.[1] Beim letzten ähnlichen Versuch wurden 1970 zwölf von 13 Invasoren getötet.[7] Alpha 66 unterhielt zwischenzeitlich kleine Stützpunkte auf den Bahamas und der Dominikanischen Republik, während die US-Regierung keine Einsätze gegen Kuba vom eigenen Territorium aus gestattete, auch wenn sich Alpha 66 über dieses Verbot häufig hinweg setzte.[8]
- Alpha 66 verfolgte zu verschiedenen Zeitpunkten immer wieder Pläne eines Attentats auf Fidel Castro.[8]
- Ab 1980 verlegte die Gruppe das Hauptziel ihrer Aktionen auf interne Destabilisierung Kubas („Plan Máximo Gómez“).[9]
- In den 1990er Jahren verlegte Alpha 66 sein Hauptinteresse auf den internationalen Kuba-Tourismus, der für Kuba zu einer Haupt-Devisenquelle wurde. Die Gruppe erklärte Reiseunternehmer und Kuba-Touristen zu legitimen Angriffszielen und war für zahlreiche Bombendrohungen in Hotels und andere Sabotageakte verantwortlich. Im März 1994 kam es bei einem Kommando-Angriff per Schnellboot auf eine Hotelanlage auf der Insel Cayo Coco an der kubanischen Nordküste zu einer Schießerei zwischen Alpha-66-Mitgliedern und kubanischen Sicherheitskräften.[1]
- Seitdem zuletzt im April 2001 ein bewaffneter Kämpfers beim Versuch der Landung in Kuba festgenommen wurde, beschränken sich die verbliebenen Mitglieder der Gruppe auf gelegentliches paramilitärisches Training, schließen jedoch eine Rückkehr zum bewaffneten Kampf nicht aus. Nach eigenen Aussagen wollen sie für den Zeitpunkt kampfbereit bleiben, an dem sich das kubanische Volk gegen seine Regierung erhebt, um es in seinem Befreiungskampf zu unterstützen.[7][10] Eine solche bewaffnete Konfrontation mit der Regierung hält die Gruppe für früher oder später unvermeidlich, grundsätzlich unterstütze man aber auch die gewaltlose Oppositionsbewegung.[11][12]

## Wirkung
Obwohl die Aktivitäten der Gruppe militärisch relativ unbedeutend waren und das erklärte Ziel eines gewaltsamen Sturzes der Castro-Diktatur spätestens ab etwa 1965 als völlig unrealistisch erscheinen musste, errangen die Mitglieder von Alpha 66 durch ihre Opferbereitschaft und die kompromisslose Haltung der Gruppe ein hohes Maß an Sympathie und Respekt sowie politische und finanzielle Unterstützung innerhalb der exilkubanischen Gemeinschaft. Gleichzeitig diente Alpha 66 auch der kubanischen Regierung als Propagandainstrument zur Legitimierung der Unterdrückung jeder Form von Opposition: Sowohl im von den kubanischen Medien gezeichneten Bild als auch in der Selbstdarstellung der Gruppe erschien Alpha 66 lange als weit bedrohlicher als dies durch tatsächliche Erfolge belegbar war. In vielen Fällen beschränkten sich die Aktivitäten auf beiderseits der Meerenge von Florida öffentlichkeitswirksam genutzte Drohungen und Ankündigungen.
Für Vertreter anderer Meinungen innerhalb der exilkubanischen Gemeinschaft bezüglich der vielversprechendsten Politik gegenüber Castro war Alpha 66 mindestens so gefährlich wie für die kubanische Regierung: Vor allem während der 1970er und 1980er Jahre, als sich Teile des Exils auf einen von US-Präsident Jimmy Carter geförderten Dialog mit Castro einließen und sich die Meinungsführerschaft der Befürworter des bewaffneten Kampfes aufzulösen begann, war Alpha 66 in Gewaltaktionen wie beispielsweise Bombenanschläge gegen Repräsentanten moderater Positionen in Miami verwickelt. Der ehemalige Militärchef Menoyo wurde, nachdem er nach 22 Jahren Haft in Kuba in Miami den Weg der Gewalt für gescheitert erklärte und sich für Verhandlungen aussprach, von der Gruppe als „Verräter“ gebrandmarkt.
Die Gruppe wurde sowohl durch V-Leute im Dienst des US-Bundeskriminalamts FBI als auch durch Spione des kubanischen Geheimdienstes unterwandert und überwacht. 1992 gab sich der damalige Militärchef von Alpha 66, Francisco Avila, der von 1968 bis 1979 in kubanischer Haft verbracht hatte, als Doppelagent zu erkennen: Er hatte gegen Bezahlung sowohl die kubanische Regierung über Aktivitäten der Gruppe informiert als auch das FBI mit Informationen über in Südflorida tätige kubanische Agenten versorgt. Laut eigener Aussagen hatte er aus Havanna unter anderem 12.000 USD für den Kauf eines Bootes für Alpha 66 sowie Anweisungen für Angriffe auf kubanische Ziele erhalten. Von 1962 bis zu seiner überraschenden Übersiedlung nach Kuba 1985 befand sich der Offizier des kubanischen Geheimdienstes Enoel Salas Santos als unentdeckter Agent in den Reihen von Alpha 66. Er informierte die Regierung in Havanna über zahlreiche Aktionen und verbrachte an der Seite von Eloy Gutiérrez Menoyo von 1964 bis 1976 in kubanischen Gefängnissen, in dessen Infiltrationskommando er eingebunden war. US-Behörden konnten aufgrund mangelhafter Geheimhaltung mehrere Aktionen von Alpha 66 vereiteln – beispielsweise brachte die US-Küstenwache 1993 und 1997 illegal bewaffnete Boote in US-Hoheitsgewässern auf.
1994 spaltete sich eine kleine Gruppe um Rodolfo Frómeta von Alpha 66 ab, um seitdem unter dem Namen „Comandos F4“ einen noch militanteren Kurs zu verfolgen.
Seit etwa 2001 sind keine Aktionen von Alpha 66 bekannt geworden. Angehörige der Gruppe versammeln sich jedoch weiterhin, insbesondere an Wochenenden, zu paramilitärischen Trainings und Kameradschaftstreffen.